# 226
El año 226 (CCXXVI) fue un año común comenzado en domingo del calendario juliano, en vigor en aquella fecha.
En el Imperio romano el año fue nombrado como el del consulado de Severo y Marcelo o, menos comúnmente, como el 979 Ab urbe condita, siendo su denominación como 226 posterior, de la Edad Media, al establecerse el Anno Domini.

## Acontecimientos
- Irak: Ardacher I derrota a los partos y se proclama rey de reyes. Finaliza el Imperio parto (que duró casi quinientos años desde el 248 a. C.
- Se crea el Imperio sasánida (Neopersa).[1]

## Fallecimientos
- Cao Pi, emperador chino.